# Крамкувка-Мала
Крамкувка-Мала (пол. Kramkówka Mała) — деревня в Монькском повете Подляского воеводства Польши. Входит в состав гмины Гонёндз. Находится примерно в 7 км к северо-западу от города Моньки у границы национального парка Бебжанский. По данным переписи 2011 года, в деревне проживало 135 человек.

## История
По данным переписи 1921 года, в Крамкувке-Мала проживало 195 человек (88 мужчина и 107 женщин), насчитывалось 36 жилых домов.